# Viktor Hartmann

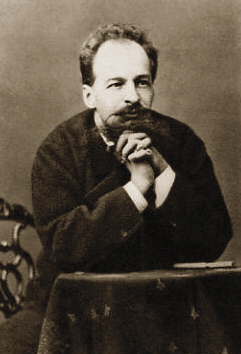
Viktor Hartmann

Viktor Aleksandrovitsj Hartmann (ryska: Виктор Александрович Гартман), född 5 maj 1834 i S:t Petersburg, död 4 augusti 1873 i Kireyevo nära Moskva, var en rysk målare och arkitekt.
Han var knuten till den så kallade Abramtsevokolonin som på 1870- och 1880-talen hade en nationalistisk inriktning och var påverkad av rysk folklore och den bysantinska traditionen i Ryssland.
Hartmann blev tidigt föräldralös och växte upp i S:t Petersburg med sin farbror, som var en känd arkitekt. Han studerade vid Repin Imperial Academy of Arts i S:t Petersburg, och började sin karriär som illustratör.
Han arbetade även som arkitekt, och gjorde bland annat skisser till Rysslands 1000-årsmonument i Novgorod, som avtäcktes 1862. Han arbetade mest med akvareller och blyertsteckningar när han reste utomlands under åren 1864-1868. Tillsammans med Ivan Ropet var Hartmann bland de första konstnärerna som avbildade traditionella ryska motiv.
Sedan Vladimir Stasov hade introducerat honom i kretsen kring Milij Balakirev 1870, var han en nära vän till kompositören Modest Musorgskij. Efter Hartmanns tidiga död i artärbråck vid en ålder av bara 39 år, hölls en utställning med mer än 400 av hans bilder på Konstakademien i S:t Petersburg i februari och mars 1874. Denna utställning inspirerade Musorgskij att komponera pianosviten Tavlor på en utställning.

## Galleri

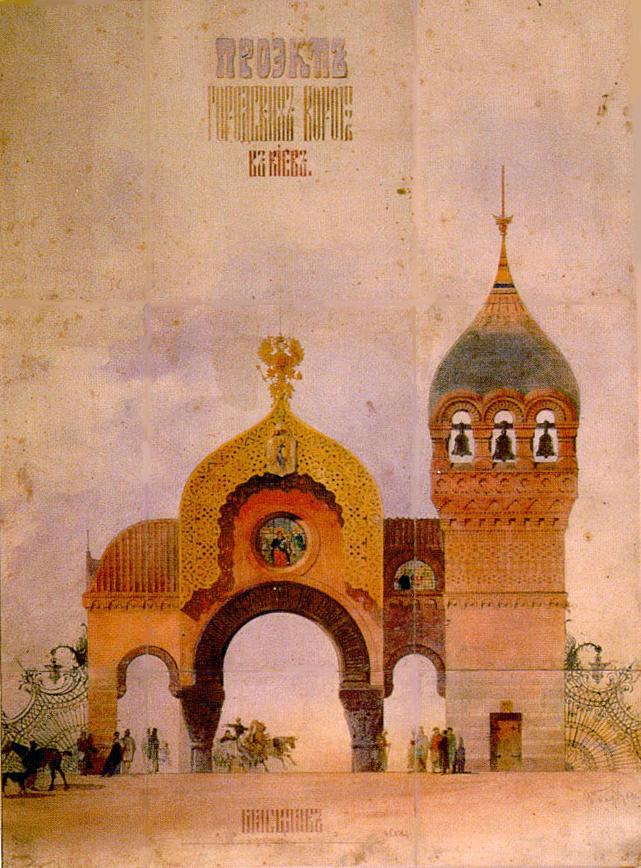
Skiss till stadsporten i Kiev.
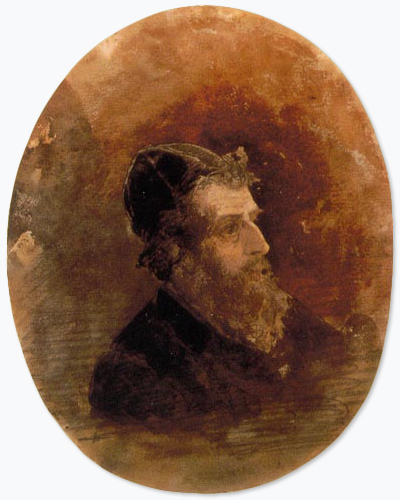
Den rike juden
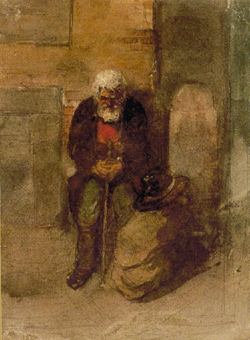
Den fattige juden
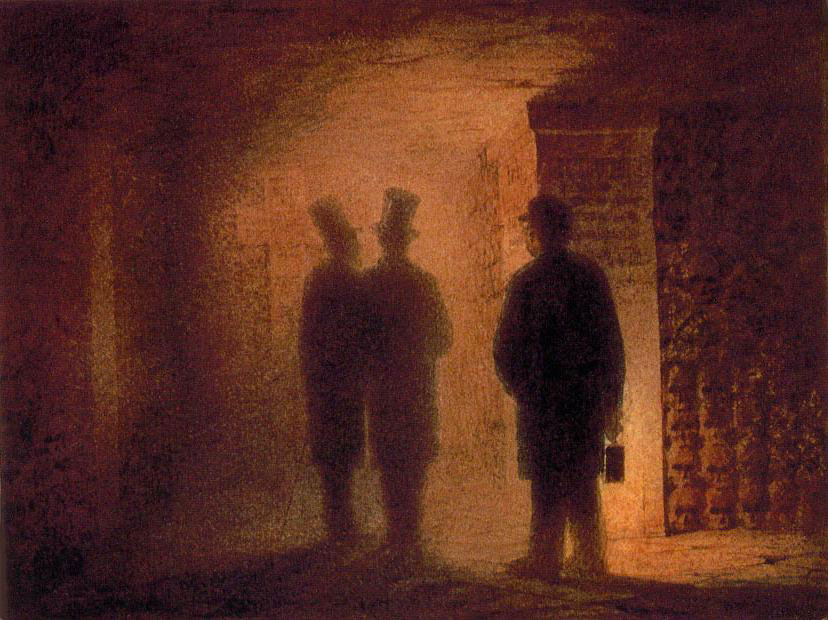
Katakomberna i Paris
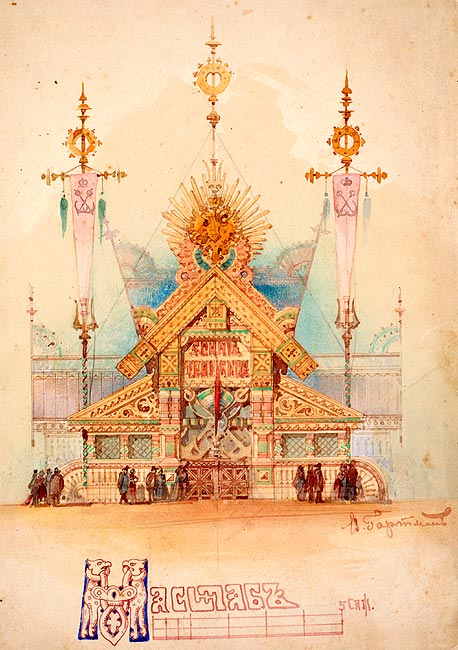
Skiss till det ryska marindepartementets paviljong på världs-utställningen i Wien 1873.
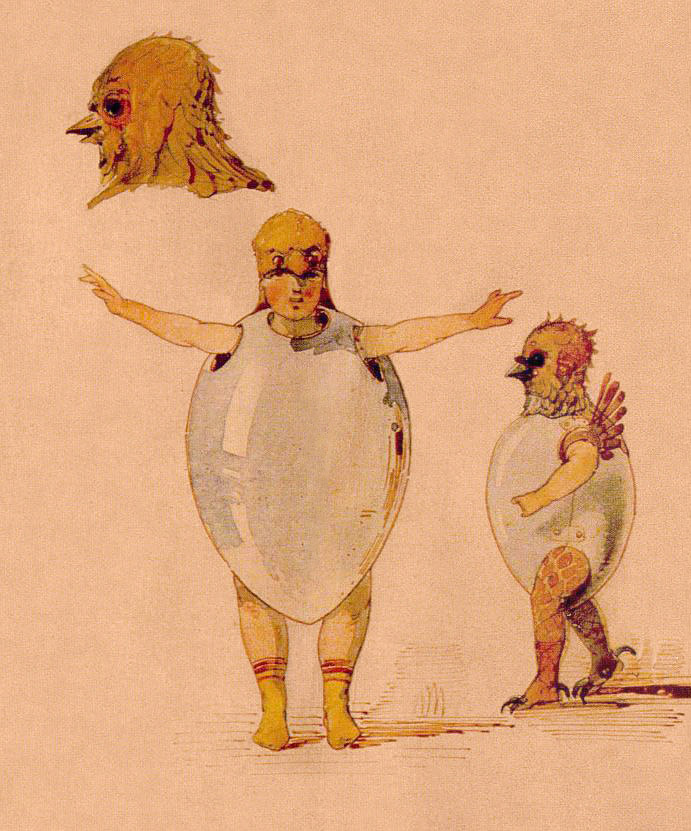
Skiss till kostymer till baletten Trilby av Juli Gerber